# London Astoria
Pour les articles homonymes, voir Astoria.
Le London Astoria est une ancienne salle de concert de Londres située au 157, Charing Cross Road. Il était loué et géré par Festival Republic depuis 2000. Il a fermé le 15 janvier 2009 et a été démoli. Le lieu est encore considéré aujourd'hui comme un établissement emblématique de la musique, pour avoir permis de lancer la carrière de nombreux groupes de rock britanniques.
À l'origine un entrepôt au cours des années 1920, le bâtiment est devenu une salle de cinéma et une salle de bal. Il a été converti pour être utilisé comme un théâtre dans les années 1970. Il a ensuite rouvert au milieu des années 1980 comme boîte de nuit et salle de concerts pour les groupes connus.
En 2009, il a fermé définitivement pour laisser place à un chantier du projet Crossrail.

## Histoire
L'Astoria est construit sur le site d'un ancien entrepôt de Crosse & Blackwell et ouvre en 1927 en tant que cinéma. Il est conçu par Edward A. Stone, qui est également le concepteur d'autres lieux, dont la Brixton Academy, le Old Kent Road, le Finsbury Park et le Streatham.
À l'origine, le bâtiment a quatre étages avec une corniche décorée d'une frise qui entoure son extérieur. L'intérieur est dessiné comme un théâtre avec un proscenium carré constitué d'une voûte en berceau lambrissé soutenu par de grandes colonnes, d'un balcon et de fausses loges qui contiennent les tuyaux de l'orgue. À partir de 1928, le sous-sol est utilisé comme salle de bal.
En 1968, l'intérieur de la salle est refait dans un style plus moderne et plus lumineux, puis est converti en 1977 pour être utilisé comme théâtre. Le lieu passe par une autre période de conversion quand le théâtre ferme en 1984 pour rouvrir en 1985 comme boîte de nuit et salle de concerts avec une capacité de 2 000 personnes.
Le London Astoria est le dernier lieu de représentation de Richey Edwards (Manic Street Preachers).
Mean Fiddler acquiert le bail de l'Astoria en mai 2000 pour « assurer l'avenir des concerts de musique dans l'un des lieux de rock 'n' roll les plus célèbres de Londres ». Il est également relié à l'Astoria 2, de sorte que les deux sites pourraient fonctionner comme un lieu unique en cas de besoin. L'Astoria continue de fonctionner dans ce format jusqu'à sa fermeture définitive en 2009.

## Fermeture
L'Astoria est vendu en juin 2006 par Compco Holdings au groupe Derwent Valley Central pour £23.75m, qui était supposé transformer le site en magasins, appartements et bureaux pour profiter de l'augmentation du prix de l'immobilier en vue des JO 2012.
Le 13 août 2007, Festival Republic vend la plupart de ses sites et les droits associés à Mean Fiddler du groupe MAMA, mais conserve l'Astoria et Mean Fiddler, qui redevient The Astoria 2, généralement connu sous le nom LA2 (London Astoria 2).
En janvier 2009, la propriété est expropriée pour faire place au projet Crossrail malgré l'opposition du public et une pétition en ligne. L'ancien maire de Londres Ken Livingstone confirme que le lieu « ne peut être sauvé ».
La boîte G-A-Y quitte l'Astoria en juillet 2008 et déménage au Heaven. L'Astoria tient sa dernière nuit le 14 janvier 2009, coorganisée par Get Cape Wear Cape Fly de Sam Duckworth en aide à Jail Guitar Doors charity et Love Music Hate Racism de Billy Bragg. La soirée comprenait The Automatic, My Vitriol et l'ex-chanteur de Mansun Paul Draper. Le London Astoria 2 a également une soirée de clôture avec en tête d'affiche le groupe de rock Open The Skies, avec l'appui d'Outcry Fire, F.A.T.E et Orakai.
En octobre 2009, le lieu est démoli dans son intégralité.
Un remplacement pour l'Astoria est mis au point par le conseil et les locataires, qui dépend du financement du gouvernement. Festival Republic (les propriétaires de l'Astoria) confirme que ce sera construit dans un proche avenir, mais aucune autre information n'est actuellement disponible.

Démolition de l'Astoria
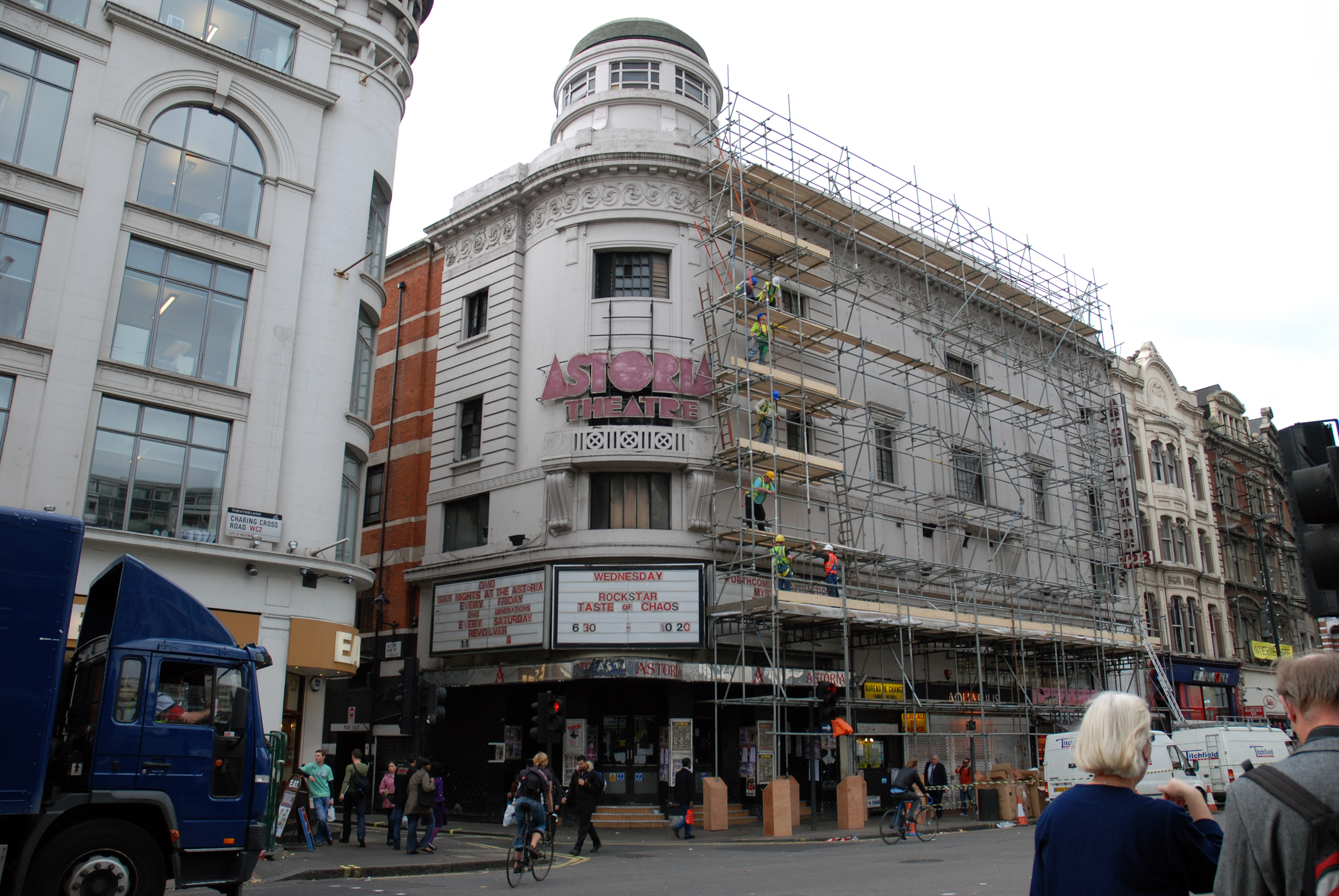
Ouvriers préparant le bâtiment à sa destruction
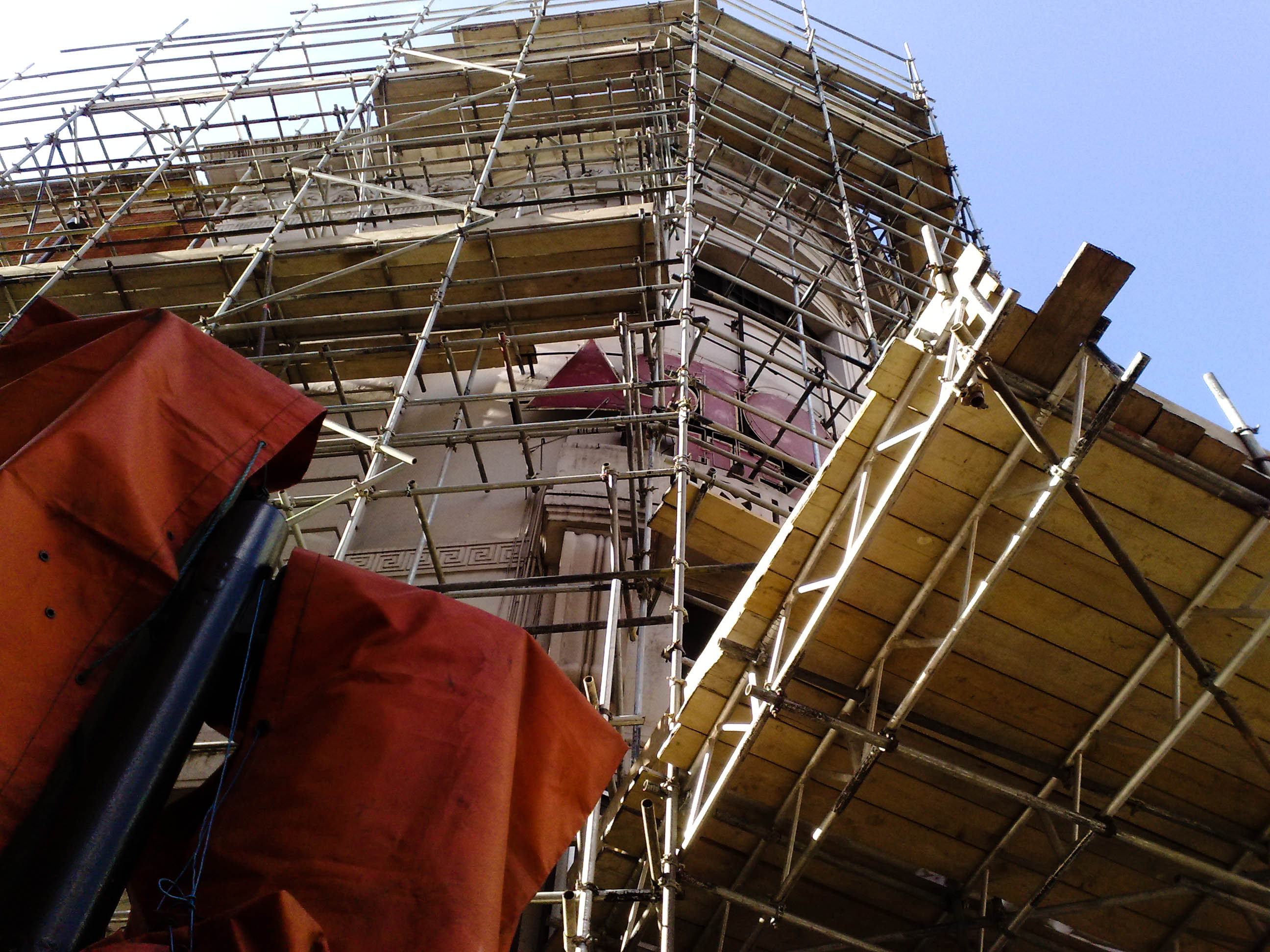
L'Astoria prêt à être détruit

## Enregistrements
- Radiohead enregistre un concert intégral que le groupe publie en VHS le 27 mai 1994 sous le titre Live at The Astoria, puis plus tard en DVD, le 21 novembre 2005 au Royaume-Uni, et un jour plus tard aux États-Unis et au Canada.
- The Smashing Pumpkins y enregistrent et filment les spectacles de leurs chansons Soma et Silverfuck en 1994. Ces vidéos et enregistrements apparaissent sur l'album Earphoria et le DVD Vieuphoria.
- The Cranberries enregistrent un concert le 14 janvier 1994 qu'ils publient en DVD en 2005.
- The Groundhogs enregistrent leur Live At The Astoria en 1999.
- Feeder enregistre un spectacle en matinée avec une audience en direct en 1999 pour être montré sur Fuji TV, une station de télévision japonaise. ITV2 montre plus tard le concert au Royaume-Uni. Ils y retournent le 18 novembre 2008 pour jouer leur dernier spectacle sous le Label Echo.
- Le clip d'Okean Elzy Toi den y est filmé en février 2000.
- Le clip de Silver Ginger 5 Sonic Shake est filmé en décembre 2000.
- Sum 41 enregistre un concert intégral en live pour le DVD Introduction to Destruction en 2001.
- Les CD et DVD Steve Marriott Memorial y sont enregistrés en 2001 par Paul Weller et Noel Gallagher.
- La partie concert de la vidéo Stormy In The North, Karma In The South de The Wildhearts y est filmé en 2002.
- New Model Army y enregistrent leur DVD Live 161203 en 2003.
- Uriah Heep y enregistre le Magic Night le 8 novembre 2003.
- Twisted Sister enregistre son DVD Live at the Astoria en 2004, qui est publié en 2008.
- Marillion enregistre le DVD Marbles on the Road lors de deux concerts à guichets fermés à l'Astoria en juillet 2004.
- Dio enregistre l'album Holy Diver - Live à l'Astoria en 2005.
- Black Label Society enregistre une partie de son DVD live The European Invasion - Doom Troopin' Live à l'Astoria en juin 2005.
- Le DVD d'Hard-Fi In Operation est un spectacle complet en direct de l'un de leurs concerts à guichets fermés à l'Astoria au cours de leur tournée de décembre 2005. Il atteint la 62e place des charts britanniques puisqu'il est publié avec un CD remix, le rendant ainsi éligible au classement.
- InMe enregistre Caught: White Butterfly à l'Astoria en décembre 2005 et le publie en 2006.
- Deep Purple commence sa tournée Rapture of the Deep à l'Astoria le 17 janvier 2006.
- Eels y enregistre son album Live and in Person! London 2006 en 2006.
- Steve Vai enregistre et publie un DVD live appelé Live at the Astoria.
- Diamond Head enregistré un CD et DVD live To The Devil His Due, publié par Secret Records Ltd en 2006.
- Le DVD Stop The War Live y est enregistré par Mick Jones, Brian Eno et Rachid Taha.
- Tangerine Dream enregistre un concert intégral le 20 avril 2007, qui est publié en DVD London Astoria Club Concert 2007. Un concert précédent y est également enregistré le 15 février 2003 et publié sous Tangerine Tree Volumes 32 and 33.
- Ladytron y enregistre l'album Live at London Astoria 16.07.08 en 2008.
- Fear Factory, qui a joué de nombreuses fois dans cette salle, est enregistré par une des radios de la BBC le 14 avril 2001.